# アンゲリク・ケルバー
- アンジェリック・ケルバー

アンゲリク・ケルバー（Angelique Kerber, ドイツ語: [ʔan.d͡ʒɛˈliːk ˈkɛɐ̯bɐ] ( 音声ファイル) アンジェリーク・ケアバ、1988年1月18日 - ）は、ドイツ・ブレーメン出身の元女子プロテニス選手。身長173cm、体重68kg。左利き、バックハンド・ストロークは両手打ち。「アンジェリック・ケルバー」という表記も見られる。WTAランキング自己最高位はシングルス1位、ダブルス103位。WTAツアーでシングルス14勝を挙げた。
2016年全豪オープン女子シングルス・2016年全米オープン女子シングルス・2018年ウィンブルドン選手権女子シングルスの優勝者。2016年WTAツアー年間チャンピオン。

## 来歴
ポーランド出身の両親の間に生まれたケルバーは3歳からテニスを始め、2003年にプロに転向。しばらくはITFのサーキット大会での下積みが続いた。
2007年の全仏オープンで4大大会に初出場。第13シードのエレーナ・デメンチェワに、3-6, 2-6 で敗れている。ウィンブルドンはアンナ・チャクベタゼ、全米オープンではセリーナ・ウィリアムズとシード選手と対戦し初戦敗退している。同年7月に日本の豊田市で開催されたフェドカップの「ワールドグループ・プレーオフ」では、森田あゆみに6-4, 4-6, 5-7 、高雄恵利加に3-6, 2-6で敗れている。試合は3勝2敗でドイツが日本に勝利してワールドグループ残留を決めた。
2008年全豪オープン1回戦で、マレット・アニを0-6, 6-3, 6-2で破り4大大会の初勝利を挙げた。6月のスヘルトーヘンボス大会のダブルスで準優勝した。2010年2月のボゴタ大会でツアー初のシングル決勝に進出。地元のマリアナ・ドゥケ・マリノに4-6, 3-6で敗れ準優勝となった。
2011年全米オープンではランキング92位のノーシードから、2回戦で第12シードのアグニエシュカ・ラドワンスカに 6-3, 4-6, 6-3 、準々決勝では第28シードのフラビア・ペンネッタを6-4, 4-6, 6-3で破るなどして勝ち上がりベスト4に進出する。全米オープンでのドイツ女子選手のベスト4進出は1996年大会で優勝したシュテフィ・グラフ以来15年ぶりの快挙であった。準決勝では優勝した第9シードのサマンサ・ストーサーに3-6, 6-2, 2-6で敗れ、決勝進出はならなかった。10月のHP・オープンでもベスト4に進出し、世界ランキング29位となりトップ30入りを果たした。
2012年は全豪オープンでは第30シードとなり初めて4大大会でシード選手になり、3回戦で第4シードのマリア・シャラポワに 1-6, 2-6 で敗れた。2月のパリ大会では準々決勝でシャラポワを6-4, 6-4、準決勝ではヤニナ・ウィックマイヤーを6-7(2), 6-3, 6-4で破りツアー2度目のシングルス決勝に進出する。決勝では地元のマリオン・バルトリを7–6(3), 5–7, 6–3で破りケルバーはツアー初優勝を果たした。4月のデンマーク・オープンでも決勝に進出し、地元のキャロライン・ウォズニアッキを6–4, 6–4で破りツアー2勝目を挙げた。
全仏オープンではベスト8に進出した。イーストボーン大会では決勝でタミラ・パシェクに7–5, 3–6, 5–7で敗れ準優勝となった。ウィンブルドンではベスト4に進出。準決勝でアグニエシュカ・ラドワンスカに3-6, 4-6で敗れた。7月のロンドン五輪でオリンピックに初出場した。シングルス3回戦でビーナス・ウィリアムズに7–6(5), 7–6(5)で勝利しベスト8に進出し、準々決勝でビクトリア・アザレンカに 4–6, 5–7 で敗れた。最終戦のWTAツアー選手権にも初出場を果たしたがラウンドロビンで3連敗して敗退した。
2016年全豪オープンでは1回戦で土居美咲にマッチポイントを握られるも逆転で勝利すると、その後はセットを落とさずに決勝に進出。決勝でセリーナ・ウィリアムズに6–4, 3–6, 6–4で勝利し、グランドスラム初タイトルを手に入れた。翌週の世界ランキングで自己最高の2位となった。ウィンブルドン選手権でも決勝に進出するが、セリーナに5–7, 3–6で敗れた。リオ五輪のシングルスでは決勝でモニカ・プイグに4–6, 6–4, 1–6で敗れ、銀メダルを獲得した。全米オープンではセリーナが準決勝で敗退したため、世界ランキング1位になることが確定。自身は決勝に進出し、カロリナ・プリスコバに6–3, 4–6, 6–4で勝利し、グランドスラム2勝目を挙げた。ドイツ選手の女子シングルス世界ランキング1位はシュテフィ・グラフ以来で、史上2人目である。
連覇を狙った2017年全豪オープンでは4回戦でココ・バンダウェイに2-6, 3-6で敗れ、優勝したセリーナ・ウィリアムズに世界ランキング1位を奪還された。2017年は優勝はなくランキングも21位まで落とした。
2018年全豪オープンではベスト4に進出。準決勝でシモナ・ハレプに3-6, 6-4, 7-9 で敗れた。2018年全仏オープンでは6年ぶりにベスト8へ進出。優勝したシモナ・ハレプに7-6,3-6,2-6で敗れ、準決勝進出とはならなかった。2018年ウィンブルドン選手権では2年ぶりに決勝進出、決勝で2年前に敗れたセリーナ・ウィリアムズに6-3, 6-3で勝利し、ウィンブルドン初優勝、グランドスラム3勝目を挙げた。また、最終戦のWTAファイナルズにも2年ぶりに出場を果たす。1勝2敗でラウンドロビン敗退となるが、昨年末の21位から大幅に順位を戻し、世界ランキング2位で2018年のシーズンを終えた。
2019年は2大会で決勝進出するも、優勝はなく、グランドスラムも良い成績を残せず、年間最終ランキングは20位に後退。

## WTAツアー決勝進出結果

### シングルス: 32回 (14勝18敗)
| 大会グレード                  | 大会グレード  |
| 2020年以前                    | 2021年以後    |
| ----------------------------- | ------------- |
| グランドスラム (3–1)          |               |
| WTAファイナルズ (0–1)         |               |
| プレミア・マンダトリー (0–1)  | WTA1000 (0–0) |
| プレミア5 (0–4)               | WTA1000 (0–0) |
| オリンピック (0–1)            |               |
| WTAエリート・トロフィー (0–0) |               |
| プレミア (7–6)                | WTA500 (0–0)  |
| インターナショナル (2–4)      | WTA250 (2–0)  |

| 結果   | No. | 決勝日         | 大会                 | サーフェス    | 対戦相手                         | スコア                       |
| ------ | --- | -------------- | -------------------- | ------------- | -------------------------------- | ---------------------------- |
| 準優勝 | 1.  | 2010年2月21日  | ボゴタ               | クレー        | マリアナ・ドゥケ・マリノ         | 4-6, 3-6                     |
| 優勝   | 1.  | 2012年2月12日  | パリ                 | ハード (室内) | マリオン・バルトリ               | 7-6(7-3), 5-7, 6-3           |
| 優勝   | 2.  | 2012年4月15日  | コペンハーゲン       | ハード (室内) | キャロライン・ウォズニアッキ     | 6-4, 6-4                     |
| 準優勝 | 2.  | 2012年6月23日  | イーストボーン       | 芝            | タミラ・パシェク                 | 7-5, 3-6, 5-7                |
| 準優勝 | 3.  | 2012年8月19日  | シンシナティ         | ハード        | 李娜                             | 6-1, 3-6, 1-6                |
| 準優勝 | 4.  | 2013年4月7日   | モンテレイ           | ハード        | アナスタシア・パブリュチェンコワ | 6-4, 2-6, 4-6                |
| 準優勝 | 5.  | 2013年9月28日  | 東京                 | ハード        | ペトラ・クビトバ                 | 2-6, 6-0, 3-6                |
| 優勝   | 3.  | 2013年10月13日 | リンツ               | ハード (室内) | アナ・イバノビッチ               | 6-4, 7-6(8-6)                |
| 準優勝 | 6.  | 2014年1月10日  | シドニー             | ハード        | ツベタナ・ピロンコバ             | 4-6, 4-6                     |
| 準優勝 | 7.  | 2014年2月26日  | ドーハ               | ハード        | シモナ・ハレプ                   | 2-6, 3-6                     |
| 準優勝 | 8.  | 2014年6月21日  | イーストボーン       | 芝            | マディソン・キーズ               | 3-6, 6-3, 5-7                |
| 準優勝 | 9.  | 2014年8月3日   | スタンフォード       | ハード        | セリーナ・ウィリアムズ           | 6-7(1-7), 3-6                |
| 優勝   | 4.  | 2015年4月12日  | チャールストン       | クレー        | マディソン・キーズ               | 6-2, 4-6, 7-5                |
| 優勝   | 5.  | 2015年4月26日  | シュトゥットガルト   | クレー (室内) | キャロライン・ウォズニアッキ     | 3-6, 6-1, 7-5                |
| 優勝   | 6.  | 2015年6月21日  | バーミンガム         | 芝            | カロリナ・プリスコバ             | 6-7(5-7), 6-3, 7-6(7-4)      |
| 優勝   | 7.  | 2015年8月9日   | スタンフォード       | ハード        | カロリナ・プリスコバ             | 6-3, 5-7, 6-4                |
| 準優勝 | 10. | 2015年10月18日 | 香港                 | ハード        | エレナ・ヤンコビッチ             | 6-3, 6-7(4-7), 1-6           |
| 準優勝 | 11. | 2016年1月9日   | ブリスベン           | ハード        | ビクトリア・アザレンカ           | 3-6, 1-6                     |
| 優勝   | 8.  | 2016年1月30日  | 全豪オープン         | ハード        | セリーナ・ウィリアムズ           | 6-4, 3-6, 6-4                |
| 優勝   | 9.  | 2016年4月24日  | シュトゥットガルト   | クレー (室内) | ラウラ・シグムント               | 6-4, 6-0                     |
| 準優勝 | 12. | 2016年7月9日   | ウィンブルドン       | 芝            | セリーナ・ウィリアムズ           | 5-7, 3-6                     |
| 準優勝 | 13. | 2016年8月13日  | リオデジャネイロ五輪 | ハード        | モニカ・プイグ                   | 4-6, 6-4, 1-6                |
| 準優勝 | 14. | 2016年8月21日  | シンシナティ         | ハード        | カロリナ・プリスコバ             | 3-6, 1-6                     |
| 優勝   | 10. | 2016年9月10日  | 全米オープン         | ハード        | カロリナ・プリスコバ             | 6-4, 3-6, 6-4                |
| 準優勝 | 15. | 2016年10月30日 | シンガポール         | ハード (室内) | ドミニカ・チブルコバ             | 3-6, 4-6                     |
| 準優勝 | 16. | 2017年4月9日   | モンテレイ           | ハード        | アナスタシア・パブリュチェンコワ | 4-6, 6-2, 1-6                |
| 優勝   | 11. | 2018年1月13日  | シドニー             | ハード        | アシュリー・バーティ             | 6-4, 6-4                     |
| 優勝   | 12. | 2018年7月14日  | ウィンブルドン       | 芝            | セリーナ・ウィリアムズ           | 6-3, 6-3                     |
| 準優勝 | 17. | 2019年3月18日  | インディアンウェルズ | ハード        | ビアンカ・アンドレースク         | 4-6, 6-3, 4-6                |
| 準優勝 | 18. | 2019年6月29日  | イーストボーン       | 芝            | カロリナ・プリスコバ             | 1-6, 4-6                     |
| 優勝   | 13. | 2021年6月26日  | バート・ホンブルク   | 芝            | カテリナ・シニャコバ             | 6-3, 6-2                     |
| 優勝   | 14. | 2022年5月21日  | ストラスブール       | クレー        | カヤ・ジュバン                   | 7-6(7-5), 6-7(0-7), 7-6(7-5) |

### ダブルス: 2回 (0勝2敗)
| 結果   | No. | 決勝日        | 大会               | サーフェス | パートナー               | 対戦相手                                      | スコア   |
| ------ | --- | ------------- | ------------------ | ---------- | ------------------------ | --------------------------------------------- | -------- |
| 準優勝 | 1.  | 2008年6月20日 | スヘルトーヘンボス | 芝         | リガ・デクメイエレ       | ミハエラ・クライチェク マリーナ・エラコビッチ | 3-6, 2-6 |
| 準優勝 | 2.  | 2016年1月     | ブリスベン         | ハード     | アンドレア・ペトコビッチ | マルチナ・ヒンギス サニア・ミルザ             | 5-7, 1-6 |

## 4大大会優勝
- 全豪オープン：1勝（2016年）
- ウィンブルドン選手権：1勝（2018年）
- 全米オープン：1勝（2016年）

| 年     | 大会           | 対戦相手               | 試合結果      |
| ------ | -------------- | ---------------------- | ------------- |
| 2016年 | 全豪オープン   | セリーナ・ウィリアムズ | 6-4, 3-6, 6-4 |
| 2016年 | 全米オープン   | カロリナ・プリスコバ   | 6-3, 4-6, 6-4 |
| 2018年 | ウィンブルドン | セリーナ・ウィリアムズ | 6-3, 6-3      |

## 4大大会シングルス成績
略語の説明
| W | F | SF | QF | #R | RR | Q# | LQ | A | Z# | PO | G | S | B | NMS | P | NH |

W=優勝, F=準優勝, SF=ベスト4, QF=ベスト8, #R=#回戦敗退, RR=ラウンドロビン敗退, Q#=予選#回戦敗退, LQ=予選敗退, A=大会不参加, Z#=デビスカップ/BJKカップ地域ゾーン, PO=デビスカップ/BJKカッププレーオフ, G=オリンピック金メダル, S=オリンピック銀メダル, B=オリンピック銅メダル, NMS=マスターズシリーズから降格, P=開催延期, NH=開催なし.
| 大会           | 2007 | 2008 | 2009 | 2010 | 2011 | 2012 | 2013 | 2014 | 2015 | 2016 | 2017 | 2018 | 2019 | 2020 | 2021 | 2022 | 2023 | 2024 | 通算成績 |
| -------------- | ---- | ---- | ---- | ---- | ---- | ---- | ---- | ---- | ---- | ---- | ---- | ---- | ---- | ---- | ---- | ---- | ---- | ---- | -------- |
| 全豪オープン   | LQ   | 2R   | 1R   | 3R   | 1R   | 3R   | 4R   | 4R   | 1R   | W    | 4R   | SF   | 4R   | 4R   | 1R   | 1R   | A    | 1R   | 32–15    |
| 全仏オープン   | 1R   | 1R   | LQ   | 2R   | 1R   | QF   | 4R   | 4R   | 3R   | 1R   | 1R   | QF   | 1R   | 1R   | 1R   | 3R   | A    | 1R   | 19–16    |
| ウィンブルドン | 1R   | 1R   | LQ   | 3R   | 1R   | SF   | 2R   | QF   | 3R   | F    | 4R   | W    | 2R   | NH   | SF   | 3R   | A    | 1R   | 38–14    |
| 全米オープン   | 1R   | LQ   | 2R   | 1R   | SF   | 4R   | 4R   | 3R   | 3R   | W    | 1R   | 3R   | 1R   | 4R   | 4R   | A    | A    | A    | 31–13    |